# St. Georg (Sottrum)

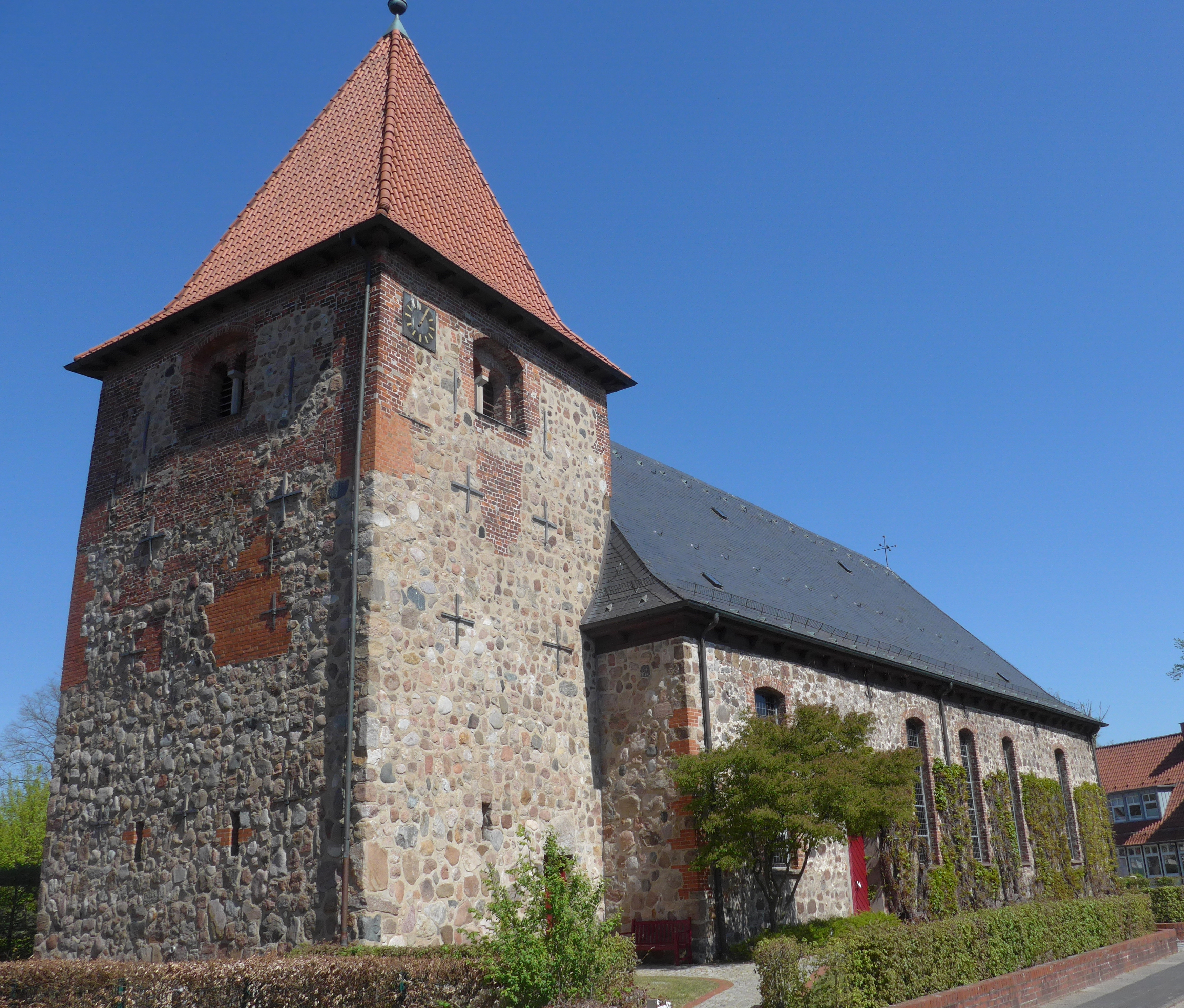
Kirche zu Sottrum (Foto von 2020)

Die evangelisch-lutherische St. Georg-Kirche ist ein Kirchengebäude in der Ortschaft Sottrum im Landkreis Rotenburg (Wümme) in Niedersachsen.

## Geschichte
Vom ursprünglich mittelalterlichen Kirchenbau ist heute noch der im Kern (also abzüglich der Backsteinausflickungen) wohl romanische Westturm gut zu erkennen. 1737 wurde das Schiff von dem Bremer Baumeister Hermann Uhlhorn (siehe die Inschrifttafel über dem Südportal) erneuert und zum größten Teil aus Feldsteinen und Findlingen in Form eines schlichten rechteckigen Saales errichtet.

## Architektur
Die einschiffige Saalkirche wird von einer gezimmerten, flach gewölbten Tonne gedeckt. Der ganze Bau hat eine Länge von 29,80 Metern und eine Breite von 11,70 Metern. Der wuchtige Westturm hat eine Höhe von 24,15 m und eine Wandstärke von gut 1,40 Metern.

## Ausstattung
Ein derber Opferstock in der Nähe des Eingangs wurde 1655 von dem damaligen Amtsvogt Ulrich Prange gestiftet. Den schmiedeeisernen Kronleuchter arbeitete 1947 der ortsansässige Schlosser Karl Hüsing. Das ehemalige hölzerne Taufbecken wurde 1961 gegen ein neues, modernes ausgetauscht.

### Georgsgruppe
Zwischen 1510 und 1530 entstand die holzgeschnitzte Freiplastik eines mit dem Drachen kämpfenden Heiligen Georg, dem die Kirche im Mittelalter geweiht worden war. Eine dendrochronologische Untersuchung ergab ein Fällungsdatum des verwendeten Holzes um 1509. Die genannte Datierung wird bestätigt durch den Riefelharnisch, wie er um 1510–1530 getragen wurde.

### Kanzel
Die Kanzel aus Sandstein stammt mit ihrem hölzernen Schalldeckel noch aus dem Vorgängerbau und wurde 1609 zur Erinnerung an den verstorbenen Johann Clüver gestiftet. Ihre Mittelstütze wird von einer Figur des Moses mit den Gesetzestafeln gebildet, auf den Bogenfeldern des Kanzelkorbes sind die vier Evangelisten dargestellt. 1737, mit dem barocken Umbau des Kirchenschiffs, wurde auch der Predigtstuhl in den Aufbau eines neuen Kanzelaltars einbezogen und dabei um ein fünftes Bildfeld mit dem Hl. Paulus erweitert.

### Orgel
Die erste Orgel stammte womöglich ebenfalls aus dem 17. Jahrhundert. Nachdem diese ausgedient hatte, ließ man 1861 eine neue Orgel bei Rohdenburg aus Lilienthal fertigen. Sie hatte 17 Register und musste mehrmals überholt werden. Nach genau 100 Jahren gab man 1961 eine neue Orgel in Auftrag, welche schließlich 1982 von der Orgelbaufirma Hillebrand aus Altwarmbüchen fertiggestellt wurde. Sie hat 22 Register, welche sich auf Hauptwerk, Brustwerk und Pedal verteilen.

### Epitaphien
Zwei Epitaphien erinnern an Mitglieder der Familie Clüver, die seit dem hohen Mittelalter in der Region reich begütert war. Dasjenige mit den Sandsteinreliefs der Kreuzigung und der Auferstehung war für Johann und Göste Clüver bestimmt, die auch die Kanzel gestiftet hatten; vielleicht nur wenig älter ist das Grabdenkmal für Borchard Clüver († 1603) und seine Ehefrau Lise von Düring († 1593).

Ausstattung
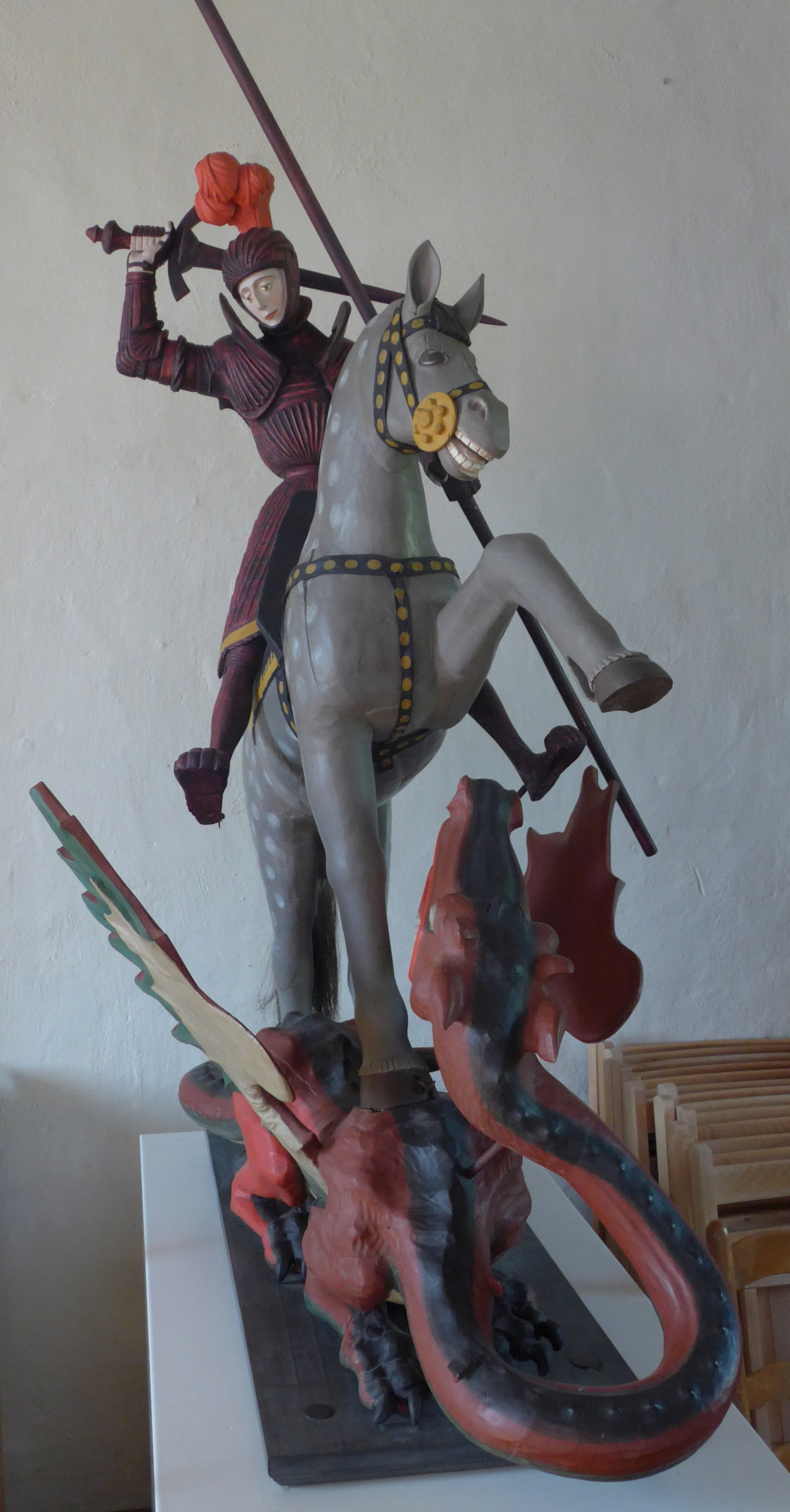
Hl. Georg kämpft mit dem Drachen. Um 1520
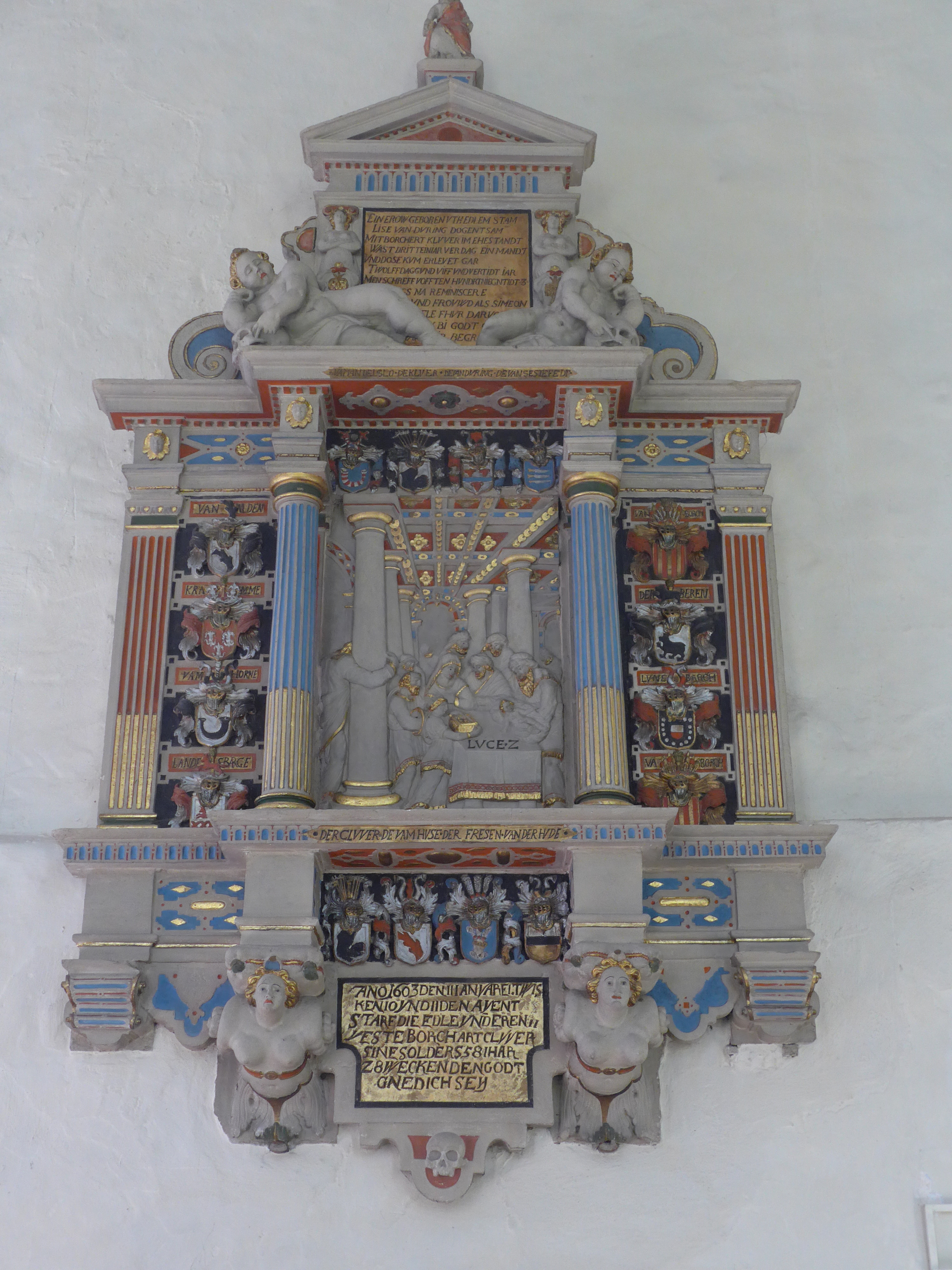
Epitaph Clüver 1603
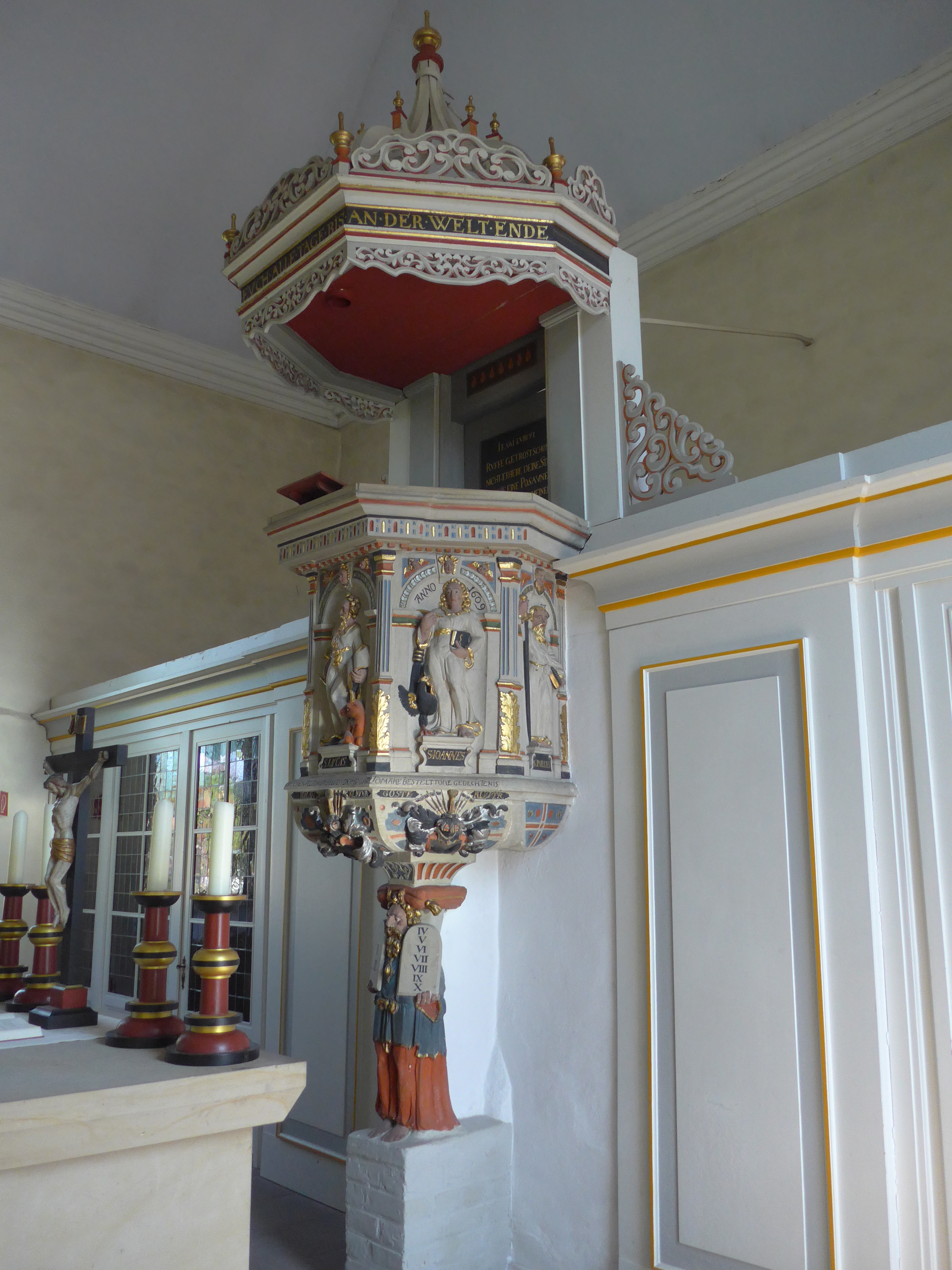
Kanzelaltar von 1603/1737
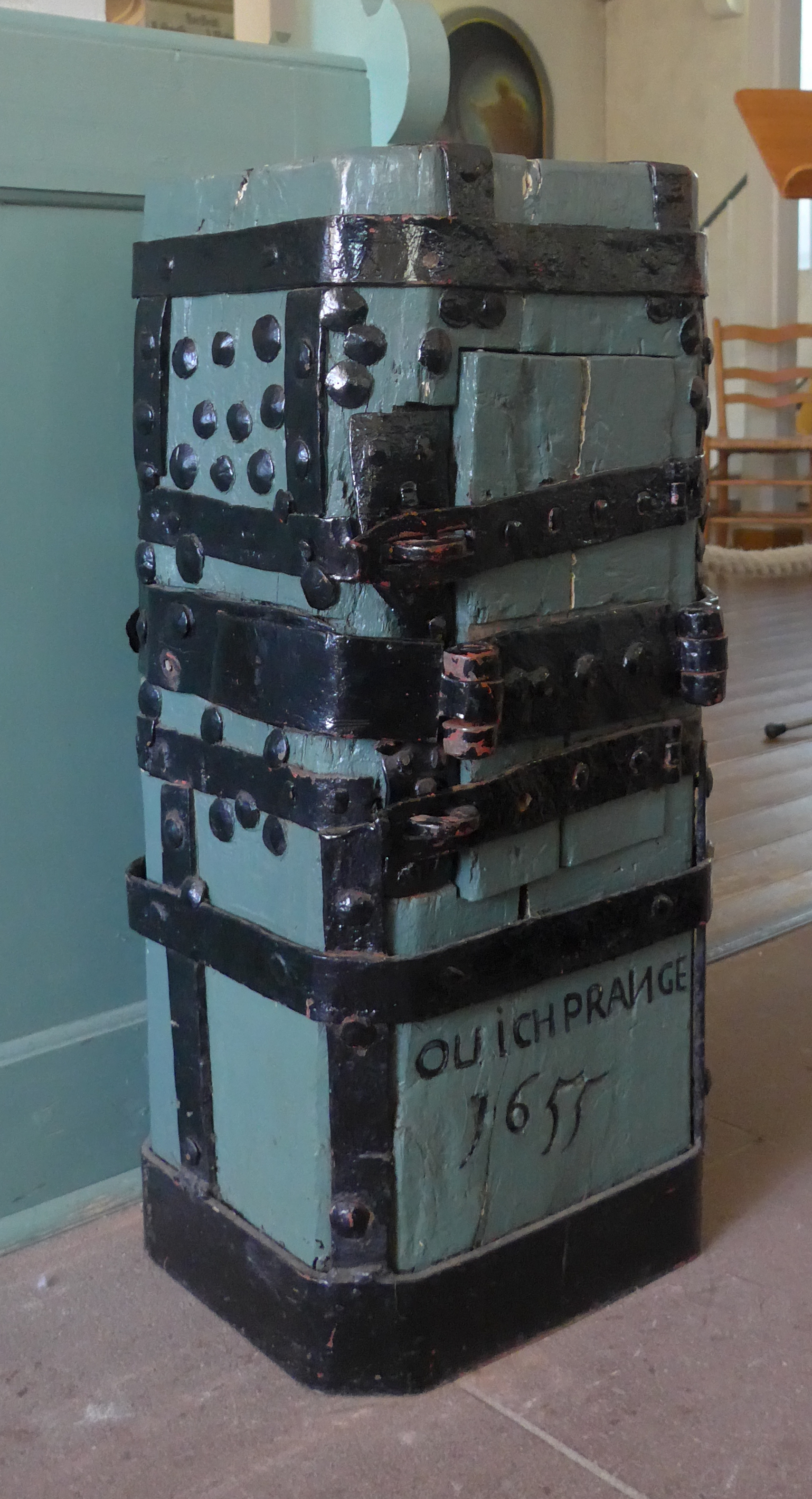
Opferstock von 1655

### Gemälde
Drei Ölgemälde stammen aus dem 18. Jahrhundert: Geburt Christi, Kreuzigung und Auferstehung. Zwei weitere Gemälde schuf 1950 der Rotenburger Kirchenmaler Rudolf Schäfer (1878–1961), sie zeigen Jesus und die Jünger in Emmaus und die Verkündigung an die Hirten.

### Glocken
Die jüngere (1672) der ehemals beiden Glocken wurde im Ersten Weltkrieg eingeschmolzen. Die ältere, 1638 gegossene Glocke sprang und wurde 1751 von Johann Andreas Bieber in Hamburg umgegossen, wegen ihres getragenen und feierlichen Klanges gilt sie als eine der wertvollsten Glocken der Region. Im Jahr 1927 lieferte die Glockengießerei Otto aus Hemelingen bei Bremen eine Glocke als Ersatz für die eingeschmolzene Glocke. Die Glocke der Gießer Bieber musste 1942 im Zweiten Weltkrieg abgegeben werden, kehrte aber 1948 unbeschädigt wieder zurück. Im Jahr 1965 beschloss man, das Geläute um zwei weitere Glocken zu einem vierstimmigen Ensemble zu vervollständigen.
| Nr. | Gussjahr | Gießer, Gussort  | Durchmesser (mm) | Gewicht (ca. kg) | Schlagton |
| 1   | 1965     | Rincker, Sinn    | 1.045            | 720              | g1        |
| 2   | 1751     | Bieber, Hamburg  | 1.040            | 650              | a1        |
| 3   | 1927     | Otto, Hemelingen | 850              | 389              | b1        |
| 4   | 1965     | Rincker, Sinn    | 790              | 300              | c2        |